# Chanyeol
Park Chan-yeol (en hangul, 박찬열; romanización revisada, Bak Chan-yeol; McCune-Reischauer, Pak Ch'anyŏl; Seúl, 27 de noviembre de 1992), más conocido como Chanyeol (찬열), es un rapero, cantante, compositor, Modelo, DJ, productor y actor surcoreano. En enero de 2012, fue anunciado como miembro de EXO y finalmente debutó oficialmente con el grupo en abril del mismo año. Además de sus actividades con el grupo, ha contribuido en varias bandas sonoras de dramas, como «I Hate You» junto a Yuan Shanshan para So I Married an Anti-fan y «Stay with Me» junto a Punch para Guardian: The Lonely and Great God. En 2015, dio sus primeros pasos como actor en televisión al participar en el drama Salut d'Amour, y en marzo de 2021, tuvo su debut en la pantalla grande con la película The Box.

## Primeros años
Chanyeol nació el 27 de noviembre de 1992 en Seúl, Corea del Sur, y asistió a Hyundai Senior High School en Apkujon para sus estudios. Su hermana mayor, Park Yoo-ra, se desempeñó como locutora en la emisora YTN y en MBC. Tras ver la película estadounidense Escuela de Rock, su interés por la música floreció y decidió adentrarse en el mundo de la batería. Su padre también tenía un pasado musical, lo que lo llevó a brindar un sólido respaldo a su hijo en su entusiasmo por la música. Cuando tenía 16 años, Chanyeol se inscribió en una escuela de actuación privada, donde entabló amistad con P.O de Block B.
Chanyeol considera a Jason Mraz y Eminem como las principales influencias en su vida, aunque durante su tiempo en la secundaria, su pasión por la música estaba arraigada en bandas de rock como Muse, Green Day, Nirvana y X-Japan.
En 2008, tuvo una participación en el videoclip de la canción «HaHaHa Song» de TVXQ. Al año siguiente, también hizo una aparición en el vídeo de la versión japonesa de «Genie» de Girls' Generation. Después de escuchar la canción «Unconditional Kismet» de Yoo Young-jin, su deseo de convertirse en cantante comenzó a tomar forma.

## Carrera

### 2012-15: Debut e inicios de carrera
El 22 de febrero de 2012, se presentó como miembro de EXO. En el transcurso de ese mismo año, en abril, participó en el videoclip de la canción «Twinkle» de Girls' Generation-TTS. Posteriormente, en octubre de 2013, se unió al elenco del programa Law of the Jungle, que tuvo lugar en Micronesia. También tuvo la oportunidad de componer y grabar la canción «The Last Hunter» como parte de la banda sonora después de su regreso al programa en 2015.
En 2014, escribió la letra de la versión coreana de «Run», una canción incluida en el tercer miniálbum de EXO, titulado Overdose. Además, demostró su talento al colaborar en otros dos miniálbumes de sus compañeros de agencia, Zhou Mi y Henry. En mayo del mismo año, se unió al elenco de Roommate; sin embargo, debido a conflictos en su agenda, optó por abandonar el programa en septiembre.
En abril de 2015, asumió un papel secundario en la película Greeting of Love, protagonizada por Park Geun-hyun y Yoon Young-jeong. Posteriormente, fue el protagonista del web drama EXO Next Door, en el que compartió pantalla con los demás miembros de su grupo y la actriz Moon Ga-young. Dos meses más tarde, colaboró como coautor de la versión coreana de «Promise», una canción de la reedición Love Me Right del álbum Exodus, en colaboración con sus compañeros Chen y Lay. Posteriormente, se encargó de escribir el rap de «Lightsaber», el sencillo promocional de EXO para la película Star Wars: Episodio VII - El despertar de la Fuerza. Esta canción luego fue incorporada en el disco navideño Sing for You del grupo.
En abril de 2016, contribuyó escribiendo y cantando el rap en la canción «Confession» de Yesung, la cual forma parte de su primer EP, Here I Am. Para el tercer álbum de estudio de EXO, Ex'Act, lanzado en mayo de 2016, coescribió la letra de la canción «Heaven». En junio del mismo año, protagonizó la película sino-coreana, So I Married an Anti-fan, junto a la actriz china Yuan Shanshan y su compañera de agencia Seohyun. Él y Yuan grabaron un dueto, «I Hate You», como banda sonora de la película. En octubre de 2016, él y la cantante Tinashe participaron en la canción «Freal Luv» de Far East Movement y Marshmello.  En diciembre del mismo año, colaboró con Punch en la canción «Stay with Me», parte de la banda sonora de Guardian: The Lonely and Great God.

### 2017-presente: Carrera actoral y EXO-SC

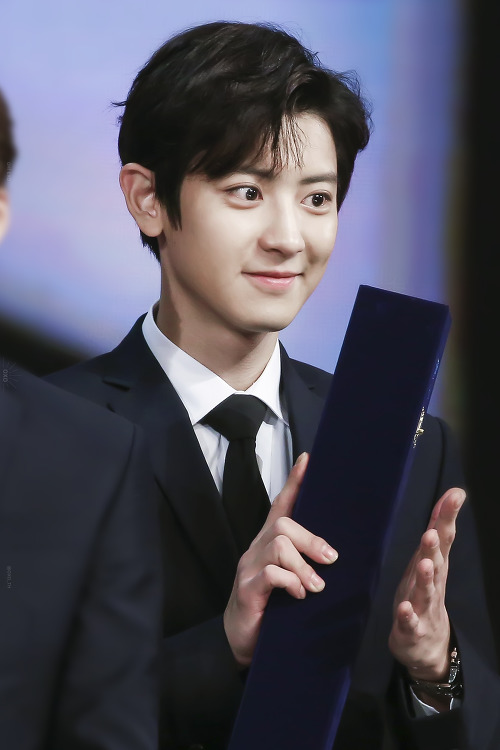
Chanyeol el 3 de noviembre de 2017.

En enero de 2017, Chanyeol tuvo un papel secundario en el drama Missing 9. En febrero, se dio a conocer que se había registrado como productor musical bajo el seudónimo «Loey» en la Asociación de Derechos de Autor de Música de Corea.. El 22 de febrero, lanzó un dueto titulado «Let Me Love You» con Junggigo. Para el cuarto álbum de estudio de EXO, The War, lanzado en julio de 2017, Chanyeol participó en la escritura de la letra de «Ko Ko Bop», junto a sus compañeros Baekhyun y Chen. También escribió la letra de «Chill», donde además de escribir, dirigió personalmente la grabación de la parte del rap.
En mayo de 2018, se anunció que Chanyeol desempeñaría un papel secundario, el hermano menor Jung Hye-joo en el drama Memories of the Alhambra. El 14 de septiembre, Chanyeol y Sehun, lanzaron el dueto «We Young» para SM Station X 0. Siete meses después, lanzó su primera canción en solitario «SSFW» a través de SM Station. El 28 de junio de 2020, se confirmó que Chanyeol, junto con Sehun, debutaría como la segunda subunidad de EXO, EXO-SC. El 22 de julio, debutaron con el miniálbum, What a Life. El 3 de junio, de acuerdo con varios sitios de noticias, Chanyeol colaboraría con la cantante Lee Sun-hee en la canción «Anbu», que fue publicada el 15 de junio. El 30 de julio, se reveló que Chanyeol protagonizaría la película The Box, dirigida por Yang Jung-woong. La película comenzó a filmarse a finales de agosto y se estrenó en marzo de 2021. Una semana después, se dio a conocer que participaría en la canción «Ocean View» de Rothy, que fue lanzada el 13 de agosto. El 26 de febrero de 2021, Chanyeol anunció que se alistaría para el servicio militar obligatorio el 29 de marzo.

## Moda
Chanyeol recibió atención de revistas populares como L'Officiel Hommes, W y Allure. Desde su debut hasta la actualidad, ha asistido a muchos eventos de moda de marcas líderes, como Christian Dior, Prada y Calvin Klein. En septiembre de 2017, asistió al desfile de modas de Tommy Hilfiger en Londres. Después de eso, tuvo una sesión de fotos patrocinada por Tommy y recibió un amplio apoyo en las redes sociales. En septiembre de 2018, fue nuevamente invitado al desfile de Hilfiger en Shanghái, China, donde fue alabado por Vogue y Allure. Después del espectáculo, apareció en Vogue Korea (edición de octubre de 2018) con un conjunto de fotos de 16 páginas.

## Discografía
EP
- 2024: Black Out

## Filmografía

### Películas
| Título                   | Año  | Papel    | Nota(s)           |
| ------------------------ | ---- | -------- | ----------------- |
| Salut d'Amour            | 2015 | Min-sung | Papel secundario  |
| So I Married an Anti-fan | 2016 | Hoo-joon | Papel protagónico |
| The Box                  | 2021 | Ji-hoon  | Papel protagónico |

### Series de televisión
| Título                   | Año  | Cadena        | Papel        | Nota(s)           | Ref.          |
| ------------------------ | ---- | ------------- | ------------ | ----------------- | ------------- |
| High Kick!               | 2008 | KBS2          | Estudiante   | Extra             |               |
| To the Beautiful You     | 2012 | SBS           | Él mismo     | Cameo             |               |
| Royal Villa              | 2013 | JTBC          | Él mismo     | Cameo             |               |
| EXO Next Door            | 2015 | Naver TV Cast | Chanyeol     | Papel protagónico |               |
| Missing 9                | 2017 | MBC           | Lee Yeol     | Papel secundario  |               |
| Secret Queen Makers      | 2018 | Naver TV Cast | Él mismo     | Papel protagónico |               |
| Memories of the Alhambra | 2018 | tvN Netflix   | Jung Sae-joo | Papel secundario  |               |
| Nadie en el bosque       | 2024 | Netflix       |              | Papel secundario  | [ 46 ] [ 47 ] |

### Programas de variedades
| Título                                    | Año  | Cadena | Nota(s)           |
| ----------------------------------------- | ---- | ------ | ----------------- |
| Law of the Jungle in Micronesia           | 2014 | SBS    | Elenco recurrente |
| Roommate                                  | 2014 | SBS    | Elenco principal  |
| Hello Counselor                           | 2013 | KBS2   | Invitado          |
| Law of the Jungle: Hidden Kingdom Special | 2015 | SBS    | Elenco recurrente |
| Law of the Jungle in Ulleungdo & Dokdo    | 2021 | SBS    | Elenco recurrente |

## Videografía
| Año  | Título                                  | Artista                                               |
| ---- | --------------------------------------- | ----------------------------------------------------- |
| 2008 | «HaHaHa Song»                           | TVXQ                                                  |
| 2010 | «Genie» (Versión japonesa)              | Girls' Generation                                     |
| 2012 | «Twinkle»                               | Girls' Generation-TTS                                 |
| 2013 | «1-4-3 (I Love You)» (Versión acústica) | Henry Lau                                             |
| 2013 | «You Don't Know Love»                   | K.Will                                                |
| 2014 | «Hope» (remake)                         | H.O.T.                                                |
| 2015 | «Can You Feel It?»                      | Donghae & Eunhyuk                                     |
| 2015 | «12:25 (Wish List)»                     | f(x)                                                  |
| 2016 | « I Hate You»                           | Chanyeol & Yuan Shanshan                              |
| 2016 | «Freal Luv»                             | Far East Movement y Marshmello ft. Chanyeol & Tinashe |

## Premios y nominaciones
| Premiación                         | Año  | Categoría                           | Trabajo nominado                 | Resultado | Ref.   |
| ---------------------------------- | ---- | ----------------------------------- | -------------------------------- | --------- | ------ |
| Asia Model Awards                  | 2017 | OST popular en Asia                 | «Stay with Me» (con Punch)       | Ganadores | [ 48 ] |
| KKBox Music Awards                 | 2018 | Mejor sencillo coreano del año      | «Stay with Me» (con Punch)       | Ganadores | [ 49 ] |
| Korea Drama Awards                 | 2015 | Mejor nuevo actor                   | Él mismo                         | Ganador   | [ 50 ] |
| Korea Drama Awards                 | 2015 | Premio estrella Hallyu              | Él mismo                         | Ganador   | [ 50 ] |
| Melon Music Awards                 | 2017 | Artista del Top 10                  | Él mismo                         | Nominado  |        |
| MAMA Awards                        | 2017 | Mejor OST                           | «Stay with Me» (con Punch)       | Nominado  |        |
| Tencent Music Entertainment Awards | 2019 | Cantante extranjero más popular     | Él mismo                         | Ganador   | [ 51 ] |
| Top Chinese Music Awards           | 2016 | Idol extranjero más popular         | Él mismo                         | Ganador   | [ 52 ] |
| YinYueTai VChart Awards            | 2017 | Mejor colaboración                  | «I Hate You» (con Yuan Shanshan) | Ganadores | [ 53 ] |
| YinYueTai VChart Awards            | 2017 | Artista más popular (Corea del Sur) | Él mismo                         | Ganador   | [ 53 ] |